# メローラ・ハート
メローラ・ハート（Melora Harte、1942年10月29日 - ）は、アメリカ合衆国の女性声優、脚本家。カリフォルニア州ロサンゼルス出身。夫は声優のスティーブ・クレイマー。別名はマリリン・レイン (Marylin Lane)。

## 出演作品

### テレビアニメ
1986年
- Ferdy the Ant（レディ・バグ）

1987年
- ロボテック（ムジカ・ノヴァ、他）

1988年
- The Wisdom of the Gnomes（妻）

1995年
- 宇宙の騎士テッカマンブレード

1997年
- 神秘の世界エルハザード（アフラ・マーン、レポーター）

1998年
- ふしぎ遊戯

1999年
- カウボーイ・ビバップ（医者）

2001年
- 怪盗セイント・テール（羽丘映美、羽佐間）
- Night Walker -真夜中の探偵-（秋葉美香）
- 女神候補生（ティーラ・ザイン・エルメス、ナレーター）

2003年
- サイボーグ009 THE CYBORG SOLDIER（0012）
- ジーンシャフト（ケイ）

2004年
- 京極夏彦 巷説百物語（千代子）
- 天地無用! GXP（神木瀬戸樹雷）

2005年
- 今日からマ王!（グロリア）
- 妄想代理人（老婆、主婦）

2008年
- 武装錬金（若宮千里）

2009年
- MONSTER（ペトラ、女性）

2018年
- 愛・天地無用!（栗原有漢）

### 劇場アニメ
1987年
- メガゾーン23 PARTII 秘密く・だ・さ・い（シンディ）

1989年
- AKIRA（キヨコ）※ストリームライン版、マリリン・レイン名義

1991年
- サイレントメビウス（ラリー・シャイアン）

1992年
- ゴキブリたちの黄昏（パセリ）

1993年
- 妖獣都市（ソープ嬢）

1994年
- 三国志 第一部・英雄たちの夜明け（孔明の母）
- SPACE ADVENTURE コブラ

### OVA
1994年
- ダーティペア 謀略の005便（宇宙船のアナウンス）

1995年
- バビル2世
- マクロスプラス（シャロン・アップル）

1997年
- GATCHAMAN（ニュースキャスター2）

1998年
- 神秘の世界エルハザード（アフラ・マーン）

2000年
- 超獣伝説ゲシュタルト（カーマイン）

2006年
- 天地無用!魎皇鬼（神木瀬戸樹雷）
- 天地無用! 魎皇鬼 第三期プラス1（神木瀬戸樹雷）

### ゲーム
1993年
- スタートレック・ジャッジメント・ライツ（マリア）

1995年
- コブラ II伝説の男（キャシー）

2002年
- ロボテック・バトルクライ（ヘレナ）

2005年
- イリスのアトリエ エターナルマナ

### 特撮
- パワーレンジャー・ジオ（1996年、プリンセス・アーチェリーナの声）

### 吹き替え
- スネーク・ターミネーター/蛇女は2度死ぬ（1988年、タニア）
- ニキータ（1991年、ニキータ<アンヌ・パリロー>）
- 魔界転生 THE ARMAGEDDON 魔道変（2001年、ガラシャ夫人）

### テレビドラマ
- Highway to Heaven（1984年、ウェイトレス）
- Sidekicks（1986年、リズ）
- ダンテス・コーブ（2005年、ケビンの母親）

### 実写映画
- Waiting to Act（1985年、ウェイトレス）
- 愛しのジャイアント・ウーマン（1994年、コーチ）※テレビ映画
- The Twilight of the Golds（1996年、ADRループグループ）
- Nice Guys Sleep Alone（1999年、ADRループグループ）
- Table for Three （2009年、女）

### 本人出演
- Doctor Duck's Super Secret All-Purpose Sauce （1986年）
- Carl Macek's Robotech Universe（2011年）

## 参加作品

### テレビアニメ（スタッフ）
1988年
- グリム名作劇場（台本）
- The Wisdom of the Gnomes（脚色）

1990年
- げらげらブース物語（台本）
- ピーターパンの冒険（台本）

1995年
- 昆虫物語 みなしごハッチ（ADRディレクター、台本脚色）

1999年
- 新・天地無用!（台本）

2001年
- 怪盗セイント・テール（共同演出）※第15話まで担当
- 吸血姫美夕（台本）

2005年
- 今日からマ王!（脚色）
- 京極夏彦 巷説百物語（脚色）
- ボボボーボ・ボーボボ（台本脚色）

2009年
- MONSTER（台本脚色）

2015年
- 美少女戦士セーラームーンR（台本）※ビズメディア版

2018年
- 愛・天地無用!（台本）

### 劇場アニメ（スタッフ）
- 火聖旅団 ダナサイト999.9（1999年、タレントコーディネーター）

### OVA（スタッフ）
1997年
- GATCHAMAN（1997年、キャスティング）
- ジーンシャフト（2003年、ADR台本）

### テレビ映画（スタッフ）
- ラブ in ローマ（2002年、ループグループコーディネーター）